# Max G. Kaminski

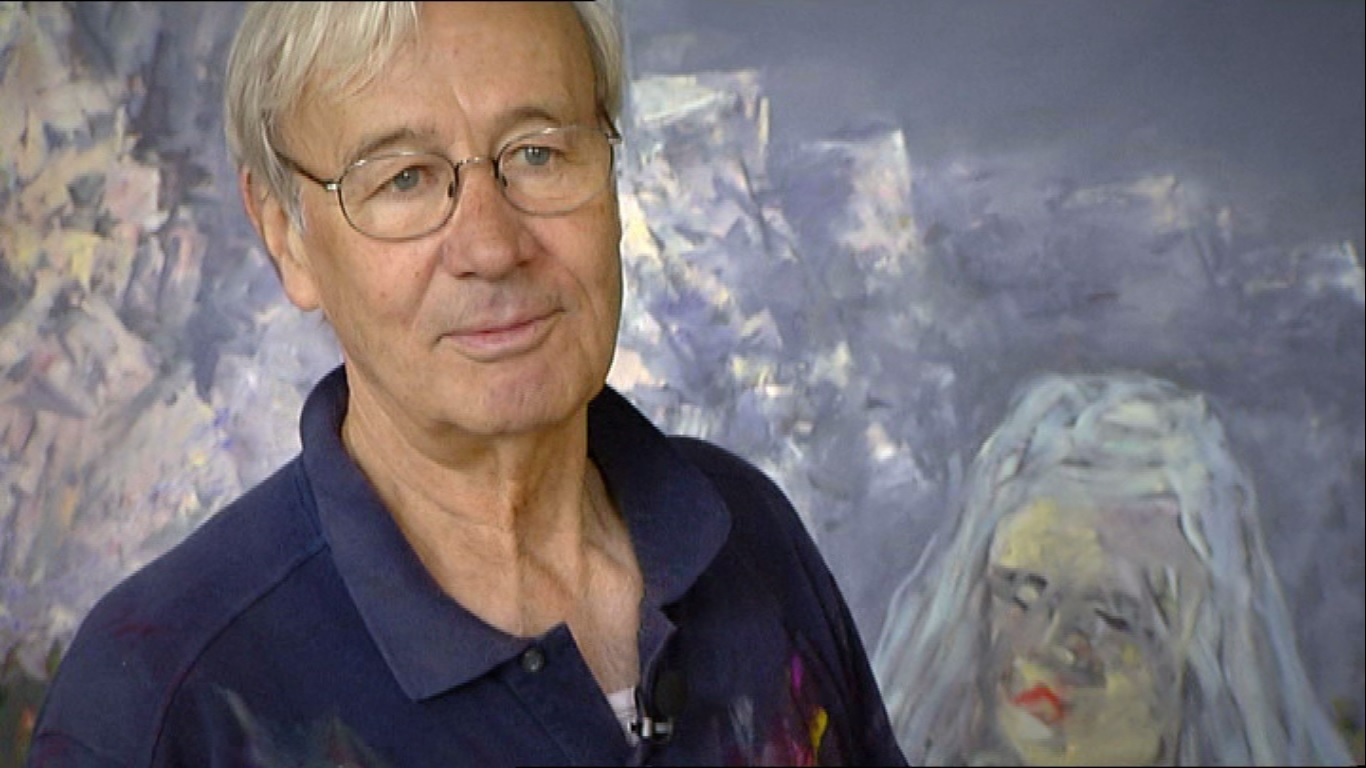
Max Kaminski in seinem Atelier vor einem seiner Werke.

Max Gerd Kaminski (* 9. Mai 1938 in Königsberg, Ostpreußen; † 20. Januar 2019 in Augsburg.) war ein deutscher Maler.

## Leben und Werk
Max Kaminski studierte zusammen mit Gerd van Dülmen Malerei an der Universität der Künste Berlin. Er war Schüler von Hans Jaenisch und Peter Janssen. Nach einem zweijährigen Aufenthalt in Lateinamerika setzte er sein Studium bei Wolf Hoffmann fort. 1964 heiratete er Marianne Hönow, 1966 wurde ein gemeinsames Kind geboren. 1966 wurde Max Kaminski Meisterschüler bei Hann Trier.
Nach Gastprofessuren in Berlin und Karlsruhe folgte 1980 die Ernennung zum Professor an der Staatlichen Akademie der Bildenden Künste Karlsruhe.
Max G. Kaminski war Mitglied im Deutschen Künstlerbund. Zwischen 1967 und 1977 nahm er insgesamt neunmal an den DKB-Jahresausstellungen teil. Kaminski lebte in Deutschland und Frankreich. Er unternahm ausgedehnte Reisen nach Jugoslawien, Mittel- und Südamerika und Italien.

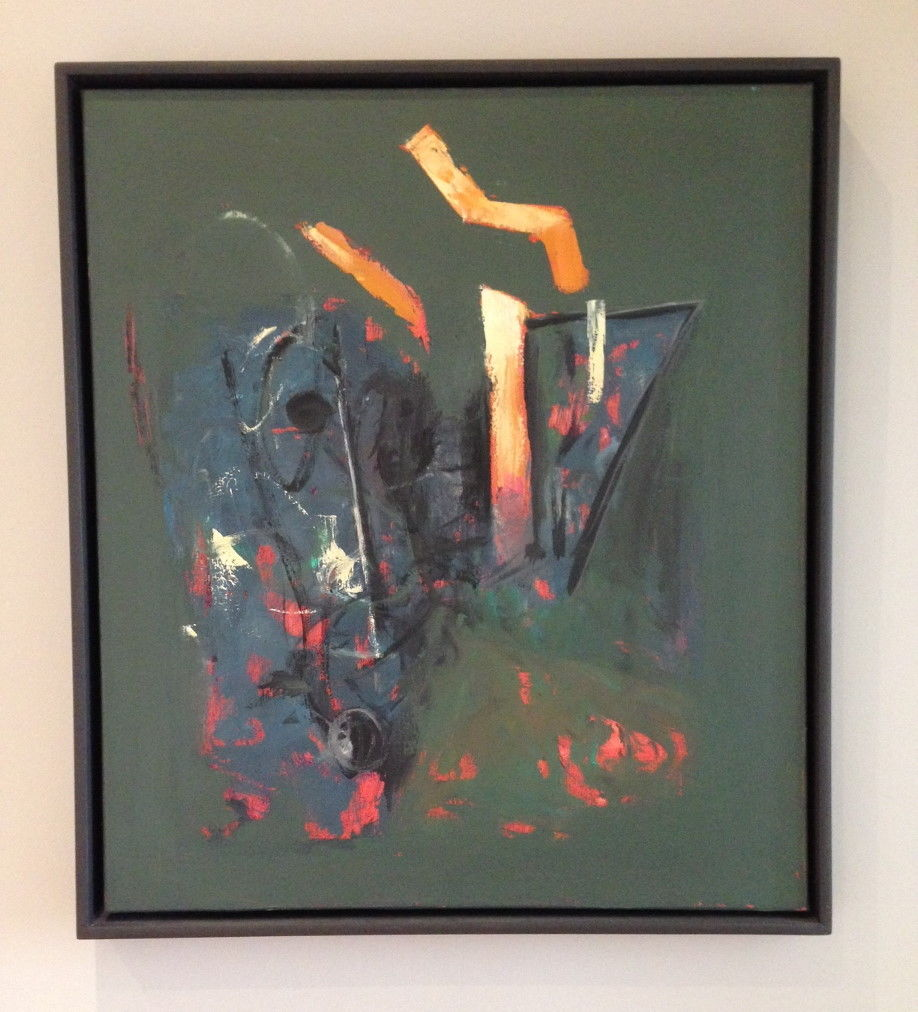
Max Kaminski, Drei Zeichen, Öl auf Leinwand, 1994

Kennzeichnend für den sehr persönlichen Stil von Max Kaminski sind figürliche, expressive Formen, starke Kontraste und eine intensive Farbigkeit.

„Kaminski malt Körper zwischen dem Zustand des Lebens und des Todes und erzeugt damit eine Spannung, die nicht aus dem Vergehen des Lebens oder dem Hereinbrechen eines tragischen Ereignisses rührt, sondern aus dem Verschwinden an sich.“

## Ausstellungen
- 1977: Neuer Berliner Kunstverein, Berlin
- 1977: documenta 6, Kassel[9]
- 1979: Galerie Roswitha Haftmann Modern Art, Zürich[10], Kunsthalle Darmstadt, Darmstadt
- 1984: Maison de la Culture Saint-Etienne
- 1989: Kunstforum Ostdeutsche Galerie, Regensburg
- 1990: Ancienne douane de Strasbourg
- 1991: Kunstverein Augsburg
- 1993: Studio Lisenberg Buenos Aires
- 1994: Museo de Arte Moderno de Buenos Aires
- 1998: Pelaires, Centre Cultural Contemporani Palma de Mallorca
- 1999: Museo de Arte Moderno, Mexiko-Stadt

## Auszeichnungen

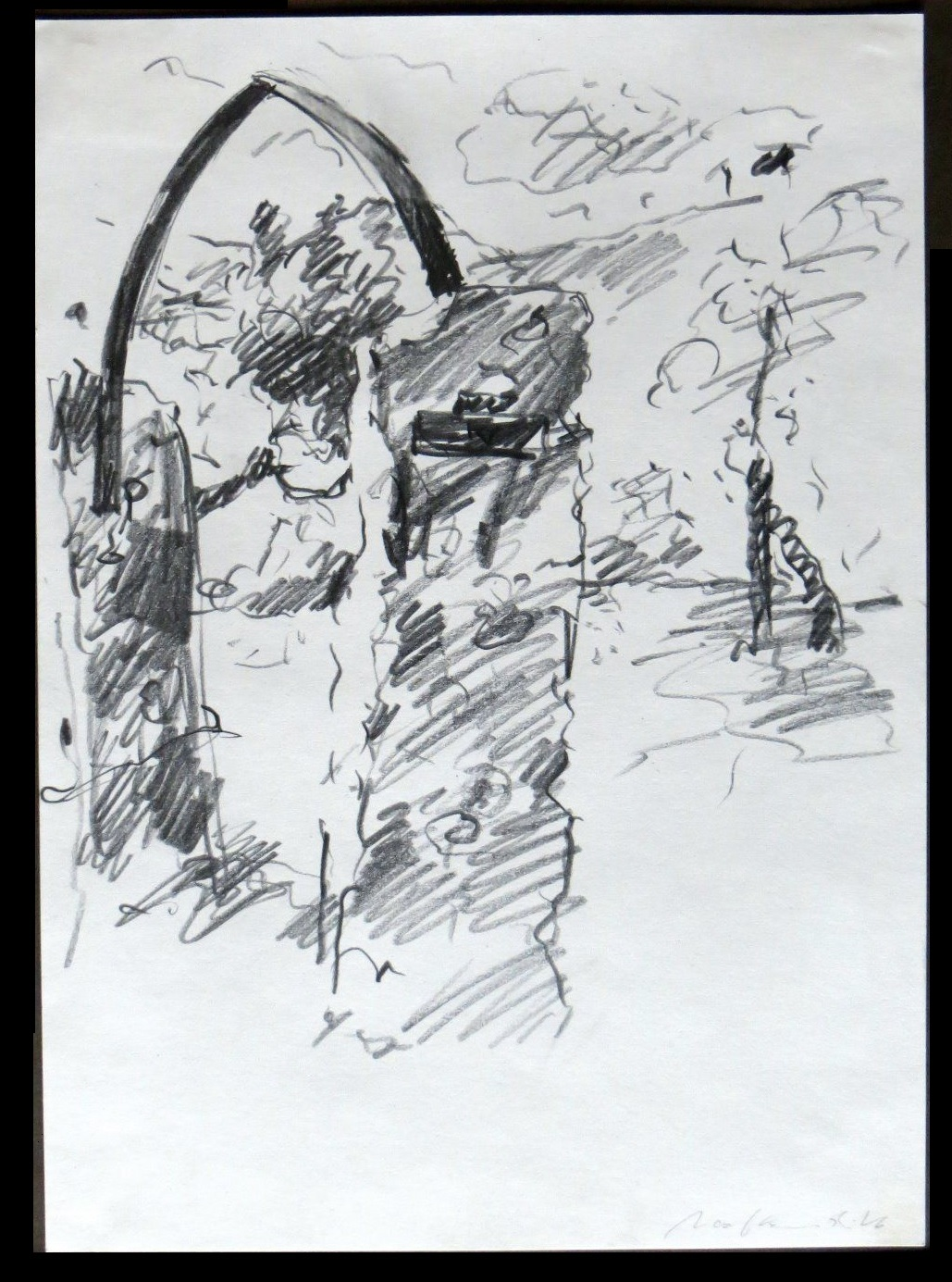
Bleistiftzeichnung evtl. im Garten der Villa Romana

- 1968: Stipendium Deutscher Akademischer Austauschdienst, Aufenthalt in Paris
- 1972: Villa-Romana-Preis, Florenz
- 1974: Bremer Kunstpreis
- 1977: Wilhelm-Loth-Preis